# Río Choapa
Le Río Choapa est un fleuve du Chili qui traverse la Région de Coquimbo dans le petit nord chilien. Son bassin versant est situé dans la partie sud de la province de Choapa entre les latitudes 31°10’ sud et 32°15’ sud.

## Géographie
Le río Choapa naît en pleine cordillère des Andes à quelque 140 km de l'océan, et est formé de l'union des rivières Totoral, Leiva et del Valle. Peu après, toujours dans la cordillère, le río Choapa reçoit en rive droite les eaux du río Cuncumén et du río Chalinga, puis le fleuve quitte le domaine andin pour aborder son cours moyen. Après avoir baigné la ville de Salamanca, il reçoit de droite un affluent important, le río Illapel. 
Il se jette dans l'Océan Pacifique au niveau de Huentelauquén, à plus ou moins 35 km au nord du port de Los Vilos. 

## Affluents
- Le río Cuncumén (rive droite)
- Le río Chalinga (rive droite)
- Le río Illapel (rive droite)

En rive gauche, il ne reçoit que de petits cours d'eau sans importance.

## Histoire
Avant l'arrivée des conquistadors espagnols, le río Choapa était la limite naturelle entre territoire des Diaguitas au nord et celui des Picunches au sud.